# Churn Management
Das Churn Management bezeichnet den Versuch, Kundenabwanderungen zu vermeiden.
Dies betrifft insbesondere Branchen, in denen aufgrund vertraglicher Verpflichtungen der Kunde eine gewisse Zeit an ein Unternehmen gebunden ist und nach Ablauf der Frist den Anbieter wechseln könnte (z. B. Handyverträge). Beim Churn Management sind abwanderungsgefährdete Kunden rechtzeitig vor Vertragsauslauf anzusprechen und vom Bleiben zu überzeugen. Neben rationalen Gründen wie der Abwanderung von Kunden aufgrund von günstigeren Preisen und Konditionen der Wettbewerber kann die kundeninduzierte Abwanderung vielschichtiger Natur sein und lässt sich bei Dienstleistungen nicht allein auf rein ökonomische Ursachen (Preis-Leistungs-Verhältnis) zurückführen. So spielen z. B. das Verhalten der Mitarbeiter und die Transparenz und Rückkopplungsfreiheit des Dienstleistungsprozesses selbst eine Rolle und können Kunden dazu veranlassen den Anbieter zu wechseln. Lange Warte- und Bearbeitungszeiten, wechselnde Ansprechpartner, unhöfliches Verhalten der Servicemitarbeiter, fehlende Empathie und Problemlösungskompetenz führen dabei zur Kundenabwanderung. Dieses Phänomen ist auf vielen Business-to-Consumer Märkten (B2C) zu beobachten. Aufgrund der relativ geringen Wechselbarrieren und des annähernd gleichen Leistungs- und Qualitätsniveaus findet auf vielen B2C-Märkten mittlerweile ein Verdrängungswettbewerb statt.
Dabei ist es im Vorfeld wichtig, zunächst die Abwanderungswahrscheinlichkeit sowie den Kundenwert zu ermitteln. Somit werden die Anstrengungen nur bei rentablen und profitablen Kunden unternommen. Eventuell kann es für ein Unternehmen besser sein, einem unprofitablen Kunden die Abwanderung zu erleichtern. Es gibt mehrere Methoden den Kundenwert zu ermitteln, eine davon ist beispielsweise der Customer Lifetime Value.
Es gibt drei Arten von Churn:
- aktiver Churn:  wird vom Kunden selbst initiiert und kann durch Aktionsmöglichkeiten des Direktmarketings verhindert werden.
- passiver Churn:  wird vom Unternehmen initiiert und die Aktionsmöglichkeiten des Unternehmens sind hier Restriktionen, z. B. Mahnungen
- rotationaler Churn:  wird auch vom Kunden initiiert, indem er vor Ablauf der vertraglichen Verpflichtung „vorsorglich“ kündigt, ohne die direkte Absicht zu haben, zu einem Wettbewerber zu wechseln.